# Wufeng
För andra betydelser, se Wufeng (olika betydelser).
Wufeng är ett autonomt härad för tujia-folket som lyder under Yichangs stad på prefekturnivå i Hubei-provinsen i centrala Kina.